# Rheinzabern
Rheinzabern là một thị trấn nằm ở phía đông nam của Rheinland-Pfalz nước Đức, gần sông Rhine.
Đô thị Rheinzabern huyện huyện Germersheim, có khoảng 4850 dân với diện tích 12,76 km2.